# Choristoneura obsoletana
Choristoneura obsoletana es una especie de polilla del género Choristoneura, tribu Archipini, subfamilia Tortricinae. Fue descrita científicamente por Walker en 1863.

## Distribución
Se distribuye por América del Norte: Estados Unidos (Alabama, Arkansas, California, Florida, Illinois, Kansas, Luisiana, Maine, Massachusetts, Misisipi, Misuri, Nuevo México, Carolina del Norte, Ohio, Oklahoma, Oregón, Carolina del Sur, Tennessee, Virginia y Virginia Occidental.).